# Linntown
Linntown és una concentració de població designada pel cens dels Estats Units a l'estat de Pennsilvània. Segons el cens del 2000 tenia 1.542 habitants.

## Demografia
Segons el cens del 2000, Linntown tenia 1.542 habitants, 671 habitatges, i 465 famílies. La densitat de població era de 838,5 habitants/km².
Dels 671 habitatges en un 26,4% hi vivien nens de menys de 18 anys, en un 60,4% hi vivien parelles casades, en un 7,6% dones solteres, i en un 30,6% no eren unitats familiars. En el 27,9% dels habitatges hi vivien persones soles el 12,4% de les quals corresponia a persones de 65 anys o més que vivien soles. El nombre mitjà de persones vivint en cada habitatge era de 2,29 i el nombre mitjà de persones que vivien en cada família era de 2,79.
Per edats la població es repartia de la següent manera: un 21,6% tenia menys de 18 anys, un 3,6% entre 18 i 24, un 23,6% entre 25 i 44, un 28,1% de 45 a 60 i un 23,1% 65 anys o més.
L'edat mediana era de 46 anys. Per cada 100 dones de 18 o més anys hi havia 87,2 homes.
La renda mediana per habitatge era de 50.000 $ i la renda mediana per família de 64.034 $. Els homes tenien una renda mediana de 43.107 $ mentre que les dones 27.000 $. La renda per capita de la població era de 26.149 $. Entorn del 2,6% de les famílies i el 4,1% de la població estaven per davall del llindar de pobresa.

## Poblacions més properes
El següent diagrama mostra les poblacions més properes.